# Androstano
El androstano es un esteroide con 19 átomos de carbono. Su fórmula es la estructura básica de la que derivan todos los andrógenos u hormonas sexuales masculinas, que son por lo tanto C-19 esteroides. 

Se diferencia del estrano en que este último tiene únicamente 18 átomos de carbono, por lo que los esteroides que derivan del estrano son C-18 esteroides.

## Isómeros
El androstano puede presentarse en forma de dos isómeros: 5α-androstano y 5β-androstane.